# Saison 4 de Daria
Chronologie
Saison 3 Saison 5
Cet article présente le guide de la quatrième saison de la série télévisée d'animation Daria.

## Distribution
Les personnages suivants sont présents dans tous les épisodes :
- Daria, Quinn, Helen et Jake Morgendorffer [1]
- Jane Lane

Pour les autres personnages, leur présence est notifiée à chaque épisode.

## Épisodes

### Épisode 1:Les Joies du tandem
- Titre original : Partner's Complaint
- Diffusions : 
  -  États-Unis : 25 février 2000 sur MTV
  -  France : 13 novembre 2000 sur Canal+
- Personnages : Tom, Kevin & Brittany, Trent, Jodie, Mack.
- Autres personnages : Mme Bennett, Wally.
- Résumé :

Dans le cadre du cours d'économie, les élèves doivent former des duos et simuler des démarches financières. Daria fait équipe avec Jodie ; elles choisissent d'entamer les démarches pour la création d'une entreprise. Brittany, qui est fâchée avec Kevin, demande à Jane alors que Mack se retrouve à faire équipe avec Kevin. Les quatre décident d'entamer les démarches pour l'achat d'une voiture.

### Épisode 2:Les autres, la Nature et moi
- Titre original : Antisocial Climbers
- Diffusions : 
  -  États-Unis : 3 mars 2000 sur MTV
  -  France : 14 novembre 2000 sur Canal+
- Personnages : Kevin & Brittany, Jodie, Mack, Sandi, Stacy, Tiffany, M. DeMartino, M. O'Neill, Mme Barch, Mlle Li, Jamie, Jeffy et Joey.
- Autre personnage :
- Résumé :

Sur une idée de M. O'Neill, les lycéens, accompagnés de leurs professeurs et de Mlle Li, partent en excursion en montagne. Mais les sacs de survie ont été oubliés près du bus après que les prétendants de Quinn ont préféré porter ses sacs. De plus, une tempête de neige s’abat sur la montagne. Dans le même temps, Jake et Helen passent un week-end en amoureux, non loin de là, sur recommandation d'un conseiller conjugal.

### Épisode 3:La Métamorphose de K
- Titre original : A Tree Grows in Lawndale
- Diffusions : 
  -  États-Unis : 10 mars 2000 sur MTV
  -  France : 15 novembre 2000 sur Canal+
- Personnages : Tom, Kevin & Brittany, Jodie, Mack, Sandi, Stacy, Tiffany, M. DeMartino, M. O'Neill, Mlle Li, Upchuck, Jamie, Jeffy et Joey.
- Autres personnages : Artie, Theresa, Sam et Chris Griffin, Angie, Nikkie et Lisa.
- Résumé :

Pour aller avec son tout nouveau blouson de moto, Kevin s'achète une mobylette et se casse une jambe en voulant impressionner ses camarades. Touché par la déprime, il se perçoit comme un handicapé qui n'aurait plus rien à attendre de la vie. L'équipe de Lions de Lawndale essuie alors une série défaites cuisantes et Lawndale acquiert l'image d'une ville de « losers ».
- Commentaires :

Cet épisode fait référence au décès accidentel de Tommy Sherman survenu dans l'épisode 113 (La Nana déprimée). Kevin se casse la jambe en s'écrasant sur l'arbre commémoratif de Tommy Sherman.
On peut apercevoir le Dr Manson, Ted DeWitt-Clinton et Rock'n'Roll Randy.

### Épisode 4:Faisons un rêve
- Titre original : Murder, she Snored
- Diffusions : 
  -  États-Unis : 17 mars 2000 sur MTV
  -  France : 16 novembre 2000 sur Canal+
- Personnages : Kevin & Brittany, Trent, Jodie, Mack, Sandi, Stacy, Tiffany, M. DeMartino, M. O'Neill, Mme Barch, Mlle Li, Andrea, Upchuck, Jamie, Jeffy et Joey.
- Autres personnages : Robert, Angie, Nikkie et Lisa.
- Résumé :

Plusieurs joueurs de foot obtiennent une bonne note au dernier contrôle d'histoire, en particulier Kevin, ce qui éveille les soupçons de M. DeMartino. Le soir venu, Daria s'endort devant la télévision. C'est alors que commence un rêve dans lequel le lycée est secoué par le meurtre de Kevin. Daria mène l'enquête pour retrouver le meurtrier, à la manière d'une série télévisée policière.
- Commentaires :

Cet épisode comporte de nombreuses références à des séries télévisées telles que Arabesque et Drôles de dames, avec Quinn et son club de mode dans le rôle des drôles de dames et Upchuck dans le rôle de Charlie) ou encore Magnum, avec Jane habillée en Higgins et Daria portant une chemise hawaïenne.

### Épisode 5:Fiasco? … Bingo
- Titre original : The F Word
- Diffusions : 
  -  États-Unis : 31 mars 2000 sur MTV
  -  France : 17 novembre 2000 sur Canal+
- Personnages : Tom, Kevin & Brittany, Trent, Jodie, Mack, Sandi, Stacy, Tiffany, M. DeMartino, M. O'Neill, Mme Barch, Mlle Li.
- Autres personnages : Mme Bennett, Mlle Defoe, Andrew et Michele Landon, Angie, Nikkie et Lisa.
- Résumé :

Les professeurs du lycée assistent à un séminaire durant lequel une présentation leur expose l'utilité de l'échec dans l'éducation. Emballé par cette théorie, M. O'Neill demande à ses élèves de se fixer un objectif qu'ils sont sûrs de ne pas atteindre. En cas d'échec, ils chercheront à tirer profit de cet échec et en cas de réussite ils pourront constater leurs capacités insoupçonnées.

### Épisode 6:La folle farandole
- Titre original : I Loathe a Parade
- Diffusions : 
  -  États-Unis : 7 avril 2000 sur MTV
  -  France : 20 novembre 2000 sur Canal+
- Personnages : Tom, Kevin & Brittany, Jodie, Mack, Sandi, Stacy, Tiffany, M. O'Neill, Mlle Li, Upchuck, Jamie, Jeffy et Joey.
- Autres personnages : Lester, Lauren, Tad et Tricia Gupty, Ted DeWitt-Clinton, Sam et Chris Griffin, Robert, Angie.
- Résumé :

Helen et Quinn s'absentent de la maison. Daria entend son père appeler depuis les toilettes. Il n'a plus de papier et demande à Daria d'aller en acheter. En revenant de la supérette, Daria est prise dans la foule, présente pour assister à la grande parade des Lions de Lawndale. Dans ce bain de foule se succèdent les rencontres hasardeuses, telles que Jane, à la recherche de Tom et étonnée de croiser Daria à un tel évènement, Tad Gupty, à la recherche de ses parents, M. O'Neill déguisé en Lion, Ted DeWitt-Clinton et finalement Tom, à la recherche de Jane.
- Commentaires :

Les premiers signes d'une affinité entre Daria et Tom apparaissent dans cet épisode.

### Épisode 7:Mon père, ce fardeau
- Titre original : Of Human Bonding
- Diffusions : 
  -  États-Unis : 14 avril 2000 sur MTV
  -  France : 21 novembre 2000 sur Canal+
- Personnages : Sandi, Stacy, Tiffany, Jamie, Jeffy et Joey.
- Autres personnages : Andrew et Michele Landon, Terry Perry Barlow, Arno.
- Résumé :

Jake doit se rendre à un séminaire pour le lancement d'une nouvelle chaine de restauration rapide, avec Helen. Mais Helen a un empêchement professionnel et c'est finalement Daria qui part avec son père. Sur place, ils rencontrent Terry Perry Barlow, homme d'affaires touche à tout et patron d'une nouvelle chaîne de restauration rapide, ainsi qu'Andrew et Michele Landon, les parents de Jodie. Ce week-end est aussi un difficile travail de relation père-fille. Pendant ce temps, Helen occupe son peu de temps libre avec Quinn et ses amies du club de mode.
- Commentaires :

Il est dit de Terry Perry Barlow qu'il fait fortune grâce à sa chaine de restaurants Pizza Forest. C'est dans l'un de ces restaurants que les Morgendorffer se sont rendus dans l'épisode 101 (Les Égocentriques).

### Épisode 8:Psychothérapie familiale
- Titre original :  Psycho Therapy
- Diffusions : 
  -  États-Unis : 28 juin 2000 sur MTV
  -  France : 22 novembre 2000 sur Canal+
- Personnages : Tom.
- Autres personnages : Dr « Jean-Mich' », Eric Schrecter, Marianne, Mme Johannsen.
- Résumé :

Helen est invitée avec sa famille à participer à un séjour de psychothérapie familiale. Ce séjour est proposé par son cabinet et doit étudier son attitude et ses capacités dans le cadre de la vie de famille et définir ses possibles évolutions dans leur société. Durant ce séjour, Helen amplifie son autorité sur Jake, ce qui lui est reproché durant un entretien psychologique. Daria bénéficie de son propre psychologue à la suite de réponses farfelues données dans un questionnaire ; quant à Quinn, elle est persuadée de se trouver dans un centre de remise en forme.
- Commentaires :

Les noms des autres psychologues ne sont pas donnés dans l'épisode.

### Épisode 9:Courses infernales
- Titre original : Mart of Darkness
- Diffusions : 
  -  États-Unis : 5 juillet 2000 sur MTV
  -  France : 23 novembre 2000 sur Canal+
- Personnages : Tom, Kevin & Brittany, Trent, Sandi, Stacy, Tiffany, M. DeMartino, M. O'Neill, Mme Barch, Mlle Li, Andrea, Jamie, Jeffy et Joey.
- Autres personnages : Doug et Charlene Thompson, Jesse Moreno, Mme Johannsen.
- Résumé :

Daria doit acheter de nouveaux lacets tandis que Jane doit trouver des oursons en gélatine pour un projet artistique, Tom ayant mangé les précédents. Kevin et Brittany partent acheter de la sauce pour le barbecue qui a lieu chez ses parents et le club de mode doit se ravitailler en crème solaire. Ils se rendent tous au nouveau centre commercial discount de Lawndale. Dans le même temps, M. O'Neill tente de faire comprendre au père de Kevin l'importance d'améliorer les résultats scolaires de son fils ; ce qui ne semble pas aller de soi pour Doug Thompson.
- Commentaires :

Unique apparition de Doug et Charlene Thomson, les parents de Kevin et unique épisode de la série dont Jake et Helen sont absents.

### Épisode 10:Chair de poule
- Titre original : Legends of the Mall
- Diffusions : 
  -  États-Unis : 12 juillet 2000 sur MTV
  -  France : 24 novembre 2000 sur Canal+
- Personnages : Kevin & Brittany, Trent, Tom, Jodie, Mack, Sandi, Stacy, Tiffany, M. DeMartino, M. O'Neill, Mme Barch, Mlle Li, Upchuck, Jamie, Jeffy et Joey.
- Autres personnages : Andrew Landon.
- Résumé :

Jake doit aller chercher Quinn et le club de mode au centre commercial mais sa voiture à un souci. Les filles décident alors de prendre le bus et se retrouvent par erreur dans un quartier sombre. Dans le même temps, Jane propose à Jake de s'y rendre avec Trent et son épave. Ils tombent alors en panne, eux aussi dans un quartier sombre. L'ambiance du lieu et la nuit tombante inspirent à toutes ces personnes la narration d'histoires glauques sous forme de légendes urbaines.
- Commentaires :

On peut voir dans cet épisode la mère d'Upchuck, dans une légende urbaine racontée par Jane.

### Épisode 11:Un ange passe
- Titre original : Grouped by an Angel
- Diffusions : 
  -  États-Unis : 19 juillet 2000 sur MTV
  -  France : 27 novembre 2000 sur Canal+
- Personnages : Kevin & Brittany, Trent, Jodie, Sandi, Stacy, Tiffany, M. O'Neill, Upchuck, Jamie, Jeffy et Joey.
- Autres personnages : Les Spirale Mystik, Steven et Ashley-Amber Taylor, Brian Taylor.
- Résumé :

Le père de Brittany organise une fête en l'honneur de celle-ci et de son C de moyenne générale. Tous les élèves sont invités, y compris les impopulaires. Jane est motivée à s'y rendre pour observer ses congénères dans leur débâcle. Daria n'accepte de l'accompagner que pour pouvoir mettre Quinn mal à l'aise devant ses amis. Parallèlement, une émission télévisée ainsi qu'une série d'évènements font croire à Quinn qu'un ange gardien veille sur elle.

### Épisode 12:Au feu!
- Titre original : Fire!
- Diffusions : 
  -  États-Unis : 26 juillet 2000 sur MTV
  -  France :
- Personnages : Tom, Kevin & Brittany, Trent, Jodie, Mack, Sandi, Stacy, Tiffany, M. O'Neill, Jamie, Jeffy et Joey.
- Autres personnages : Bobby Stuart, Mlle Defoe.
- Résumé :

Jake met accidentellement le feu à la maison. Durant les travaux de remise en état, la famille sera relogée au luxueux Grand Hôtel, payé par l'assurance. Daria et Quinn se retrouvent dans la même chambre. Entre le club de mode qui s'est invité à l'hôtel et un groom qui tourne constamment autour de Quinn, Daria décide de s'installer chez Jane pour quelques nuits ; mais les affinités naissantes entre Tom et Daria et leurs longues conversations déstabilisent Jane.

### Épisode 13:Art déco
- Titre original : Dye! Dye! My Darling
- Diffusions : 
  -  États-Unis : 2 août 2000 sur MTV
  -  France :
- Personnages : Tom, Trent, Jodie, Sandi, Stacy, Tiffany.
- Autres personnages : Marianne.
- Résumé :

Jane prépare une nouvelle œuvre d'Art sur elle-même, intitulée La Femme tigre. Elle demande à Daria de l'assister dans la réalisation de rayures orange dans sa chevelure. Jane se montre très attachée à cette activité destinée, selon ses propos, à « cimenter leur amitié ». En réalité, cette demande de Jane cache une forme de méfiance envers Daria et sa complicité avec Tom. Daria proteste qu'elle n'y connait rien en cosmétique, mais lorsque la coloration s'avère ratée et laide, Jane s'emporte contre Daria et l'accuse de vouloir lui prendre Tom. C'est finalement Tom, lassé de sa relation avec Jane, qui se décide à aller vers Daria.
- Commentaires :

Cet épisode marque la fin du couple Jane et Tom et le début de la première relation amoureuse de Daria. Cette situation va créer une cassure provisoire dans l'amitié entre Daria et Jane, que l'on retrouvera dans le long métrage Vivement la rentrée.

## Note
1. ↑  L'épisode 409 (Courses infernales) est le seul et unique épisode de la série duquel Jake et Helen sont absents.